# Danh sách cầu thủ tham dự Cúp bóng đá Trung Mỹ 2003
Đây là danh sách các đội hình tham dự Cúp bóng đá Trung Mỹ 2003 ở Panama, diễn ra từ 19 đến 27 tháng 2 năm 2003.

## Guatemala
Huấn luyện viên:  Julio César Cortés
| Số | Vt | Cầu thủ                 | Ngày sinh (tuổi) | Số trận | Câu lạc bộ         |
| -- | -- | ----------------------- | ---------------- | ------- | ------------------ |
| 1  | TM | Ricardo Trigueño Foster |                  |         | Aurora FC          |
| 2  | HV | Nelson Morales          |                  |         | Cobán Imperial     |
| 3  | HV | Pablo Melgar Torino     |                  |         | Aurora FC          |
| 4  | TV | Denis Chen              |                  |         | CSD Municipal      |
| 5  | HV | Luis René Vargas        |                  |         | Cobán Imperial     |
| 6  | HV | Álvaro José Jiménez     |                  |         | CSD Comunicaciones |
| 7  | TV | Fabricio Benítez        |                  |         | Cobán Imperial     |
| 8  | TV | Mario Rodríguez         |                  |         | CSD Comunicaciones |
| 9  | TV | Mario Acevedo           |                  |         | CSD Municipal      |
| 10 | TV | Freddy García           |                  |         | CSD Municipal      |
| 11 | TĐ | Guillermo Ramírez       |                  |         | CSD Municipal      |
| 12 | TĐ | Carlos Figueroa         |                  |         | CSD Municipal      |
| 13 | HV | Néstor Martínez         |                  |         | CSD Comunicaciones |
| 14 | TĐ | Claudio Albizuris       |                  |         | CSD Municipal      |
| 15 | TĐ | César Alegría           |                  |         | Cobán Imperial     |
| 16 | TV | Horacio González        |                  |         | Club Xelajú MC     |
| 18 | TV | Gonzalo Romero          |                  |         | CSD Municipal      |
| 19 | TV | Fredy Thompson          |                  |         | CSD Comunicaciones |
| 20 | TĐ | Carlos Ruíz             |                  |         | Los Angeles Galaxy |

## Honduras
Huấn luyện viên:  José de la Paz Herrera
| Số | Vt | Cầu thủ                | Ngày sinh (tuổi)  | Số trận | Câu lạc bộ       |
| -- | -- | ---------------------- | ----------------- | ------- | ---------------- |
| 1  | TM | Víctor Coello          | April 10, 1974    |         | CD Marathón      |
| 3  | HV | Maynor Figueroa        |                   |         | CD Olímpia       |
| 5  | HV | Sergio Mendoza         |                   |         | Real CD España   |
| 6  | HV | Arnold Argueta         |                   |         | CS Cartaginés    |
| 7  | TĐ | David Suazo            |                   |         | Cagliari Calcio  |
| 8  | HV | Pompilio Valerio       |                   |         | CD Marathón      |
| 9  | TĐ | Jairo Martínez         |                   |         | CD Motagua       |
| 10 | TV | Julio César de León    |                   |         | Reggina Calcio   |
| 11 | TĐ | Milton Núñez           | November 30, 1972 |         | Pachuca CF       |
| 13 | TV | Héctor Gutiérrez       |                   |         | Real CD España   |
| 14 | HV | Rony Morales           |                   |         | C.D. Platense    |
| 15 | TĐ | Wálter Julián Martínez |                   |         | C.D. Victoria    |
| 16 | TV | Emil Martínez          |                   |         | CD Marathón      |
| 17 | TV | Francisco Antonio Ríuz |                   |         | CD Motagua       |
| 18 | TĐ | Saul Martínez          |                   |         | Shanghai Shenhua |
| 19 | TV | Edgar Álvarez          |                   |         | C.D. Platense    |
| 20 | TV | Amado Guevara          |                   |         | CD Olímpia       |
| 21 | TV | Alex Andino            |                   |         | C.D. Platense    |
| 23 | TV | Maynor Suazo           |                   |         | CD Olímpia       |
| 25 | TM | Donis Escober          |                   |         | CD Olímpia       |

## Nicaragua
Huấn luyện viên:  Maurizio Battistini
| Số | Vt | Cầu thủ               | Ngày sinh (tuổi) | Số trận | Câu lạc bộ           |
| -- | -- | --------------------- | ---------------- | ------- | -------------------- |
| 1  | TM | Danny Téllez          |                  |         | Parmalat F.C.        |
| 2  | HV | Hevel Quintanilla     |                  |         | Parmalat F.C.        |
| 3  | HV | Ezequiel Luna         |                  |         | Diriangén FC         |
| 4  | HV | Mario Gastón          |                  |         | Real Estelí          |
| 5  | HV | Carlos Alonso         |                  |         | Real Estelí          |
| 6  | HV | Silvio Avilés         |                  |         | Diriangén FC         |
| 7  | TV | Armando Ismael Reyes  |                  |         | Deportivo Bluefields |
| 8  | TV | David Solórzano       |                  |         | Parmalat F.C.        |
| 9  | TV | Emilio Palacios       |                  |         | Parmalat F.C.        |
| 10 | TĐ | Hamilton Santana West |                  |         | Real Estelí          |
| 11 | TĐ | José Denis Rocha      |                  |         | Parmalat F.C.        |
| 12 | TV | Augusto Andino        |                  |         | Real Estelí          |
| 13 | TV | Jaime Raúl Ruíz       |                  |         | Real Estelí          |
| 14 | TĐ | Rudel Calero          |                  |         | Deportivo Bluefields |
| 15 | TV | Samuel Olivas         |                  |         | Real Estelí          |
| 16 | TV | Mario Acevedo         |                  |         | CSD Municipal        |
| 17 | TĐ | Víctor Webster        |                  |         | Real Estelí          |
| 18 | HV | Érick Vallecillo      |                  |         | Parmalat F.C.        |
| 19 | TV | Tyron Acevedo         |                  |         | CD Walter Ferreti    |
| 20 | TM | Sergio Chamorro       |                  |         | Real Estelí          |

## Costa Rica
Huấn luyện viên:  Steve Sampson
| Số | Vt | Cầu thủ                  | Ngày sinh (tuổi) | Số trận | Câu lạc bộ           |
| -- | -- | ------------------------ | ---------------- | ------- | -------------------- |
| 1  | TM | Álvaro Mesén             |                  |         | LD Alajuelense       |
| 2  | HV | Jervis Drummond          |                  |         | Deportivo Saprissa   |
| 3  | HV | Luis Marín               |                  |         | LD Alajuelense       |
| 4  | TV | Daniel Vallejos          |                  |         | Club Sport Herediano |
| 5  | TV | Mauricio Alpízar         |                  |         | Club Sport Herediano |
| 6  | TV | Alonso Solís             |                  |         | Deportivo Saprissa   |
| 7  | TĐ | Rolando Fonseca          |                  |         | LD Alajuelense       |
| 9  | TĐ | Alejandro Alpízar        |                  |         | LD Alajuelense       |
| 10 | TV | Walter Centeno           |                  |         | AEK Athens           |
| 11 | TĐ | Andy Herron              |                  |         | Club Sport Herediano |
| 12 | HV | Leonardo González        |                  |         | Club Sport Herediano |
| 14 | TĐ | Erick Scott              |                  |         | LD Alajuelense       |
| 15 | HV | Harold Wallace           |                  |         | Club San Luis        |
| 16 | TV | Try Bennett              |                  |         | Club Sport Herediano |
| 17 | TV | Steven Bryce             |                  |         | LD Alajuelense       |
| 18 | TM | Ricardo González Fonseca |                  |         | LD Alajuelense       |
| 19 | TV | Rodrigo Cordero          |                  |         | C.S. Cartaginés      |
| 20 | HV | Pablo Chinchilla         |                  |         | LD Alajuelense       |
| 21 | TV | Danny Fonseca            |                  |         | C.S. Cartaginés      |
| 22 | HV | Carlos Castro Mora       |                  |         | LD Alajuelense       |

## El Salvador
Huấn luyện viên:  Juan Ramón Paredes
| Số | Vt | Cầu thủ                 | Ngày sinh (tuổi) | Số trận | Câu lạc bộ            |
| -- | -- | ----------------------- | ---------------- | ------- | --------------------- |
| 1  | TM | Juan José Gómez         |                  |         | C.D. Águila           |
| 2  | HV | Víctor Fuentes          |                  |         | C.D. Águila           |
| 3  | HV | Marvin González         |                  |         | Club Deportivo FAS    |
| 4  | HV | Julio Alexander Castro  |                  |         | Arcense               |
| 5  | HV | Víctor Velásquez        |                  |         | Club Deportivo FAS    |
| 6  | TV | Ramiro Carballo         |                  |         | Club Deportivo FAS    |
| 7  | TĐ | Alexander Campos        |                  |         | C.D. Águila           |
| 8  | TV | José Alexander Amaya    |                  |         | C.D. Águila           |
| 9  | TĐ | Diego Mejía             |                  |         | Alianza F.C.          |
| 10 | TĐ | Josué Galdámez          |                  |         | C.D. Municipal Limeño |
| 11 | TĐ | Rudis Corrales          |                  |         | C.D. Municipal Limeño |
| 12 | TV | Dennis Alas             |                  |         | San Salvador FC       |
| 14 | TV | Roberto Alexánder Ochoa |                  |         | Atlético Balboa       |
| 15 | TĐ | Juan Carlos Padilla     |                  |         | Club Deportivo FAS    |
| 16 | HV | Alexander Escobar       |                  |         | A.D. Isidro Metapán   |
| 17 | TV | Carlos Menjívar         |                  |         | Club Deportivo FAS    |
| 18 | TV | Gilberto Murgas         |                  |         | Club Deportivo FAS    |
| 19 | HV | Alfredo Pacheco         |                  |         | Club Deportivo FAS    |
| 20 | TV | William Antonio Torres  |                  |         | San Salvador FC       |
| 22 | TM | Luís Castro             |                  |         | Club Deportivo FAS    |

## Panama
Huấn luyện viên:  Carlos Alberto Daluz
| Số | Vt | Cầu thủ              | Ngày sinh (tuổi) | Số trận | Câu lạc bộ           |
| -- | -- | -------------------- | ---------------- | ------- | -------------------- |
| 1  | TM | Ricardo James        |                  |         | C.D. Platense        |
| 2  | HV | Clovis Vergara       |                  |         | Chorrillo F.C.       |
| 3  | HV | Joel Solanilla       |                  |         | Plaza Amador         |
| 4  | HV | José Anthony Torres  |                  |         | C.D. Platense        |
| 5  | TV | Rubén Tuñón          |                  |         | Alianza F.C.         |
| 6  | TV | Gabriel Gómez        |                  |         | Envigado Fútbol Club |
| 7  | TV | Mario Méndez         |                  |         | Tauro F.C.           |
| 8  | TĐ | Roberto Brown        |                  |         | FC Sheriff Tiraspol  |
| 9  | TĐ | Julio Dely Valdés    |                  |         | Málaga CF            |
| 10 | TV | Neftalí Díaz         |                  |         | San Francisco F.C.   |
| 11 | TĐ | Emmanuel Ceballos    |                  |         | CD Árabe Unido       |
| 13 | HV | Gilberto Walter      |                  |         | San Francisco F.C.   |
| 14 | TV | Juan Ramón Solís     |                  |         | San Francisco F.C.   |
| 15 | TV | Rodrigo Tello        |                  |         | CD Árabe Unido       |
| 16 | TV | Víctor René Mendieta |                  |         | San Francisco F.C.   |
| 17 | TĐ | Anel Canales         |                  |         | Chorrillo F.C.       |
| 18 | HV | Gary Ramos           |                  |         | Tauro F.C.           |
| 19 | HV | José Justavino       |                  |         | Plaza Amador         |
| 20 | HV | Juan Carlos Cubilla  |                  |         | Tauro F.C.           |
| 25 | TM | Giovanni Gutiérrez   |                  |         | Alianza F.C.         |